# Kreplach

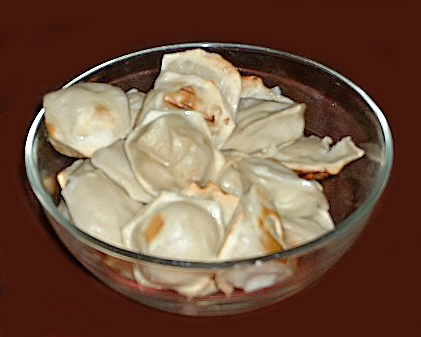
Uns Kreplach fregits abans de ser servits.

Els Kreplach són petites boles de massa o pasta farcida que té en el seu interior carn picada, puré de patata o un altre farciment, en general es couen i se serveixen en un brou de gallina, encara que de vegades se serveixen fregits. Són molt similars als italians ravioli o tortellini, de vegades s'esmenten com els wonton jueus –una versió jueva dels wonton xinesos–. Els kreplach són un plat tradicional de la cuina jueva Ashkenazi i se serveix sovint un dia abans del Yom Kippur –el dia de l'expiació– o al setè dia de la festa jueva de Sukkot.